# Miquel (arcàngel)
Miquel Arcàngel (de l'hebreu: מיכאל, Micha'el o Mīχāˈʔēl que vol dir: Qui com Déu?) és, segons la tradició cristiana i jueva, un arcàngel, cap dels exèrcits celestials i príncep dels àngels.
Per als hebreus és el protector d'Israel i patró de la sinagoga, mentre que els cristians el consideren el patró i protector de l'Església universal i el primer dels set arcàngels, així com virrei del cel, acompanyant de les ànimes a l'eternitat i el vencedor de Llucifer o el Dimoni. Per aquest fet en art se'l representa com un àngel amb armadura de general romà brandant una espasa o llança davant un drac, un dimoni o altres representacions del mal.
Segons la tradició cristiana, l'arcàngel es va aparèixer al mont Gargano, al Mont Saint-Michel i a Roma, al Castell de Sant'Angelo. També es va aparèixer a santa Joana d'Arc, i com -el 13 d'octubre de 1884- al papa Lleó XII, el qual experimentà una visió en què veié Satanàs i els seus dimonis desafiant Déu i com Sant Miquel i els seus exèrcits sorgiren per esclafar i llançar a l'infern les tropes infernals.
Es pot trobar aquest arcàngel en nombroses representacions artístiques entre les quals destaca una estàtua de bronze dalt del castell de Sant'Angelo de Roma.

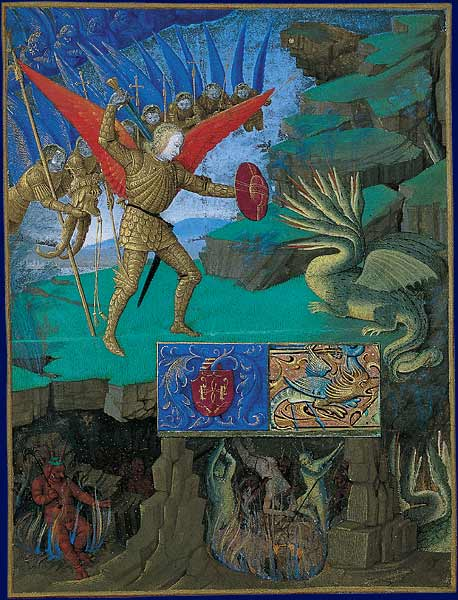
Miniatura de Jean Fouquet.
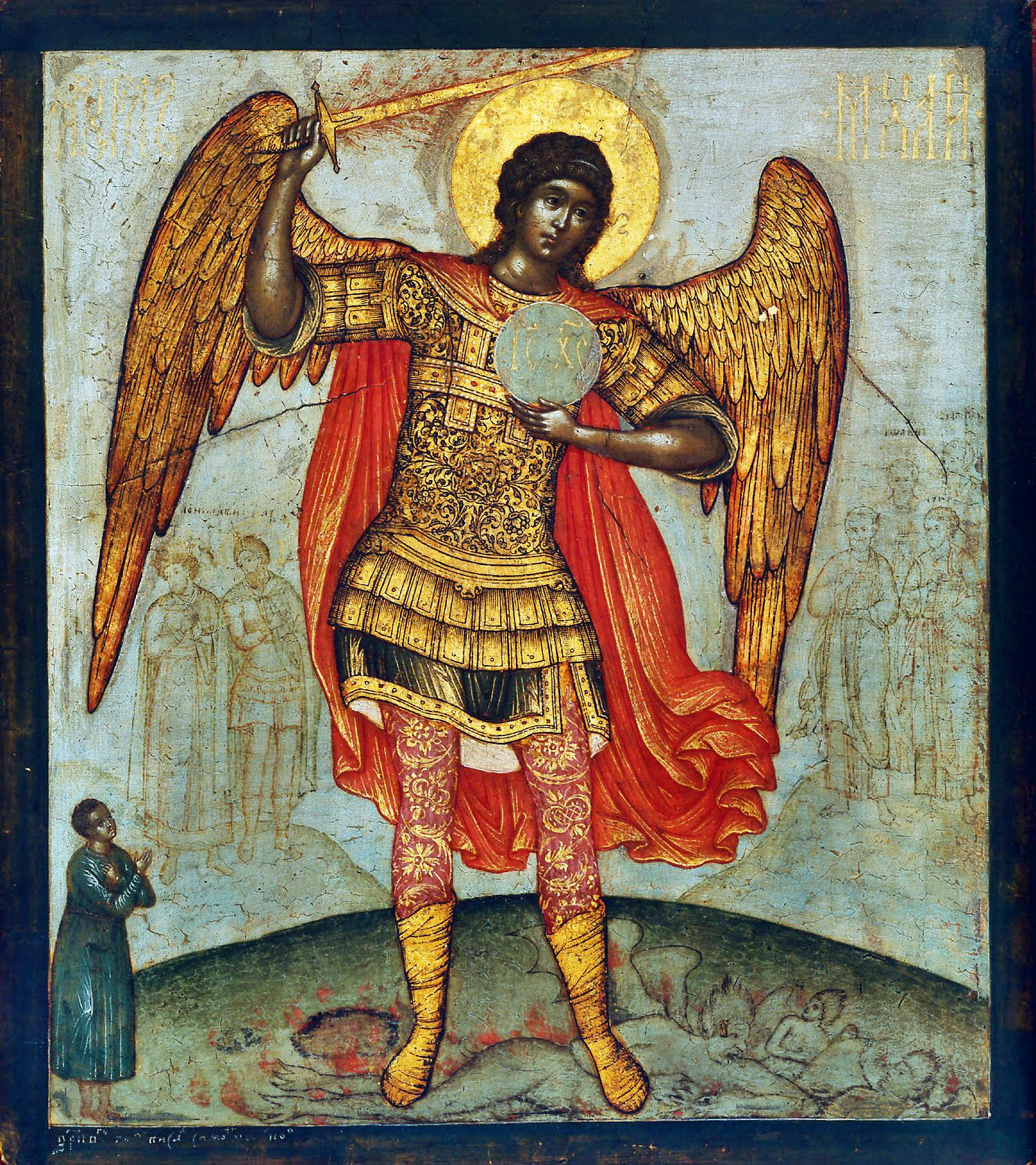
Icona russa de Simon Ushakov
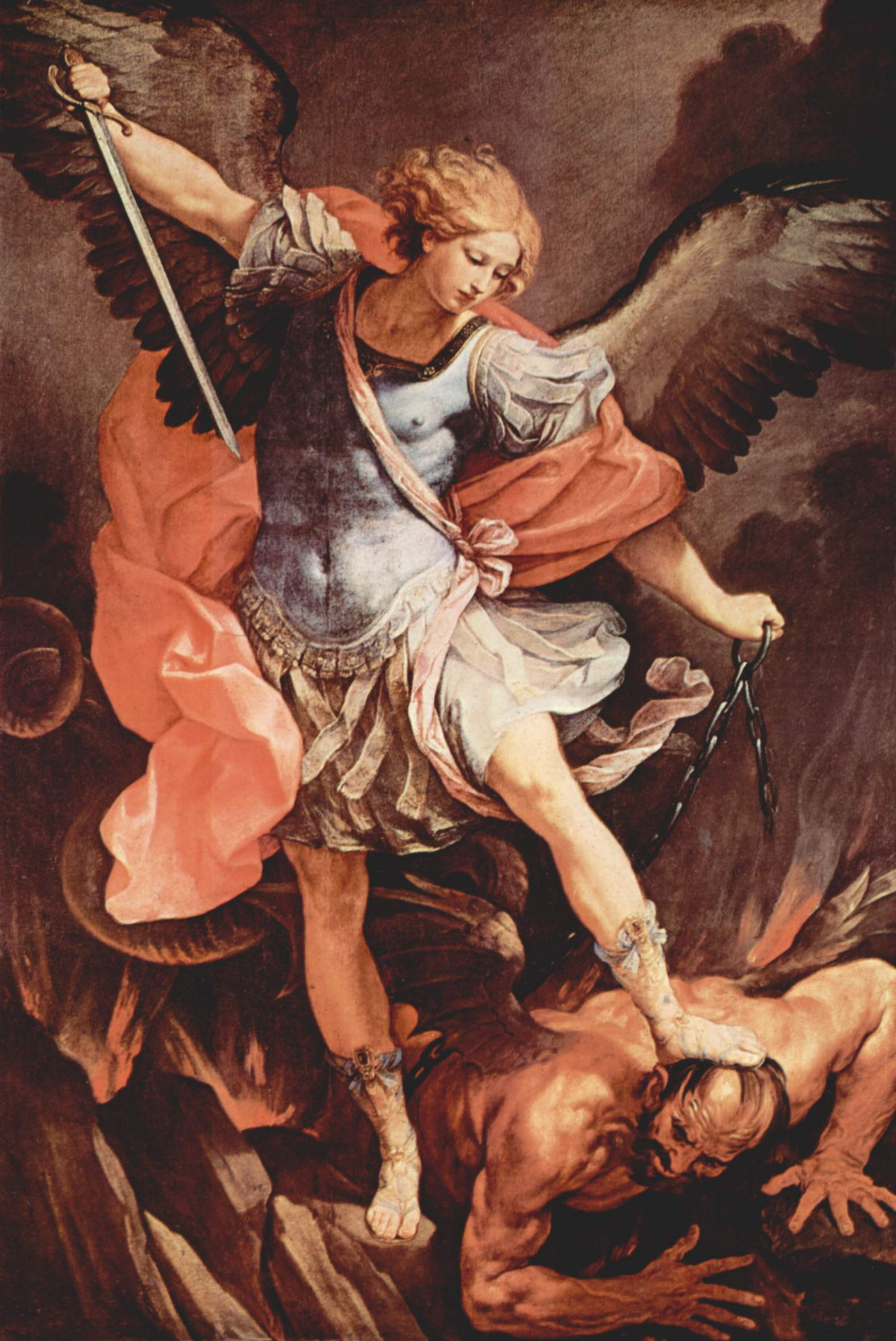
Sant Miquel Arcàngel, de Guido Reni
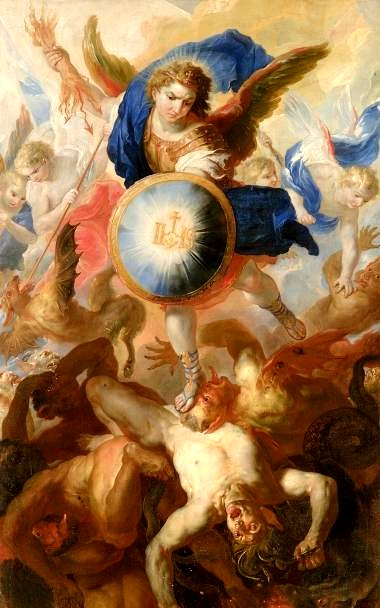
Pintura de Johann Michael Rottmayr
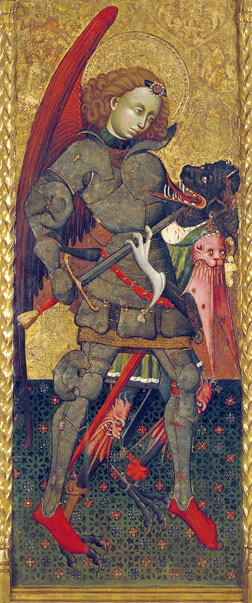
Sant Miquel Arcàngel (Blasco de Grañén)

## Veneració
La festivitat de sant Miquel se celebra el mateix dia que els altres arcàngels: el 29 de setembre. L'aparició es commemora el 8 de maig.
És patró de l'Església i dels ordes militars, dels guàrdies urbans i policies locals, dels radiòlegs i els radioterapeutes, dels autors i col·leccionistes de goigs i dels Castellers de Vilafranca; protector del Montserrat (Monistrol de Montserrat).
També és el sant patró del Bages, de França (on dona nom a 62 localitats) i de la província d'Entre Ríos (l'Argentina). També és patró d'innombrables poblacions catalanes, com Figueres, Mont-roig del Camp, Almoster o Sant Miquel de Campmajor.
El Gremi de Tenders Revenedors va escollir l'advocació de sant Miquel Arcàngel i tenen la seva capella a l'església de Santa Maria del Pi de Barcelona, just davant d'on tenen la seu social Casa del Gremi de Revenedors.

## Iconografia
Considerat príncep dels àngels i capdavanter dels soldats de Crist, li correspon, per jerarquia, enfrontar-se a Llucifer, el rei dels inferns. AIxí doncs, tot i que en origen se'l representava vestit amb túnica i dalmàtica, durant el segle xiv es va començar a representar com un cavaller medieval, amb armadura o cuirassa, escut i una llança que clava al monstre que té sota els seus peus i que simbolitza el dimoni (Llucifer). És una iconografia semblant a la de Sant Jordi però es diferencia perquè Sant Miquel té ales, i no va a cavall, si no que acostuma a aparèixer dempeus. A partir del Renaixement és més freqüent trobar-lo representat com un general romà i en una posició com si estigués volant per llancejar el monstre, gràcies a les seves ales.
Molt sovint a l'escut que porta s'hi troba inscrita una frase en llatí, Quis ut deus, que vol dir "Qui com Déu" i que seria la traducció literal del nom hebreu Miquel.
La Llegenda àuria descriu les aparicions de sant Miquel al mont Gargano (on es va erigir un santuari al seu nom), al Mont Saint-Michel i al Castell de Sant'Angelo de Roma, en temps de Sant Gregori Papa. Tot seguit explica les diverses jerarquies d'àngels, alguns episodis de la lluita entre sant Miquel i el diable o l'Anticrist i les maneres que tenen els àngels de protegir les persones, Entre aquestes es destaca que el àngels acompanyen les ànimes cap al cel (psicopomp).
L'escena de la psicòstasi, on apareix sant Miquel pesant una ànima amb unes balances mentre un dimoni intenta fer trampes i estira la balança per decantar-la cap al seu cantó, es troba, molt sovint, formant part de representacions del Judici Final
Obres:
Retaules i conjunts hagiogràfics
- Taula de sant Miquel, obra del Mestre de Soriguerola conservada al MNAC
- Retaule de sant Miquel, atribuït a Jaume Mateu. S. XV. (Museu de Belles Arts de València)
- Retaule de Sant Miquel de Cruïlles, obra de Lluís Borrassà de cap a 1416 (Museu d'Art de Girona)
- Retaule de Sant Miquel de Castelló d'Empúries, obra de Joan Antigó, Honorat Borrassà i Francesc Vergós. Segle XV (Museu d'Art de Girona)[3][4]
- Retaule de Sant Miquel, obra de Joan Mates. Cap a 1410-1420. (MNAC)
- Retaule de Sant Miquel, atribuït al Mestre de Puixmarín. Cap a 1420. Museu de la catedral de Múrcia.
- Retaule de Sant Miquel del Gremi de Tenders Revenedors. Obra de Jaume Huguet. 1455-1460 (MNAC)

Representacions de la psicòstasi (pesament de les ànimes)
- Comentari a l'Apocalisi o Beatus del Monestir de Santo Domingo de Silos (segle xii)
- Timpà de la Catedral d'Autun (segle xii)
- Judici Final de les Pintures de Santa Maria de Taüll
- Pintures murals de Sant Pau de Casserres (Museu Diocesà i Comarcal de Solsona)
- Taules laterals d'altar, del Mestre de Soriguerola (MNAC i Museu Episcopal de Vic)
- Portal del Judici Final de Notre-Dame de París (segle xiii)
- Pintures murals de la cel·la de Sant Miquel, obra de Ferrer Bassa al Monestir de Pedralbes de Barcelona. S. XIV.
- Tríptic del Judici Final, de Hans Memling (1466-1473)

Representacions de Sant Miquel vencent el dimoni
- Taula de Sant Miquel procedent d'Albarrasí, obra de Gonçal Peris Sarrià.1437. (National Gallery of Scotland, Edimburg)[5]
- Escultura de pedra, obra de Joao Afonso, cap a 1440.(LIsboa, Museu Nacional d'Art Antic)
- Escultura de Sant Miquel, al Museu de Granollers (finals del segle XVII)
- Sant Miquel vencent el dimoni, escultura de Lorenzo Mattielli a la façana de la Michaelerkirche de Viena (1724)